# IC 3971
IC 3971 ist eine Spiralgalaxie mit aktivem Galaxienkern vom Hubble-Typ S im Sternbild Coma Berenices am Nordsternhimmel, die schätzungsweise 1 Milliarde Lichtjahre von der Milchstraße entfernt ist.

Im selben Himmelsareal befinden sich u. a. die Galaxien IC 3953, IC 3994, IC 4014, IC 4017.
Das Objekt wurde am 27. Januar 1904 von Max Wolf entdeckt.